# Комінтернівська районна в м. Харкові рада
Комінтернівська районна в м. Харкові рада — районна в м. Харкові рада, представницький орган, що здійснює функції та повноваження місцевого самоврядування, визначені Конституцією України і законами України, бере участь у місцевому самоврядуванні м. Харкова, створює свої виконавчі органи та обирає голову ради, який одночасно є і головою її виконавчого комітету, самостійно складає, розглядає, затверджує та виконує районний бюджет.
Не утворена (ліквідована) після закінчення терміну повноважень V (XXV) скликання 2010 року на підставі рішення чергової 38 сесії Харківської міської ради V скликання, що відбулася 25 листопада 2009 року.

## Депутати, склад депутатських фракцій і постійних комісій

### V (XXV) скликання
Список депутатів V скликання становить 45 осіб.
Створено шість постійніх комісій:
- мандатна, з питань депутатської діяльності, етики, правопорядку та законності;
- з освіти, культурі, фізкультурі, спорту й у справах молоді;
- з охорони здоров'я та соціального захисту;
- з питань планування, бюджету та фінансів;
- з промисловості, транспорту, зв'язку й екології;
- з будівництва, благоустрою та житлово-комунального господарства.